# Хутопила Василь Дмитрович
Василь Дмитрович Гутопила (рум. Vasile Hutopila; * 17 березня 1953, с. Ізвори , Сучавський повіт, Румунія) — український та румунський живописець. За походженням — гуцул.

## Життєпис
Народився  17 березня 1953 року в с. Ізвори Сучавського повіту в Румунії. У цьому селі в 1967 році закінчив загальноосвітню середню школу. З 1968 по 1972 рік навчався в ліцеї у місті Брашов. Згодом працював робітником на різних підприємствах.
Займатися вивченням живопису почав у 1980 році на курсах Народної художньої школи в Брашові, яку закінчив у 1984 році. Підчас навчання та після нього жив і працював у містах Брашов, Васлуй і Кимпулунг-Молдовенеск у Румунії, у Тулузі, Сен-Тропе та Парижі у Франції, у Тоскані, Пістойї, Рольяно (Калабрія) та Римі в Італії. 
Малює у стилі імпресіонізм. Є учасником багатьох виставок.
21 квітня 2023 року на честь його 70-ліття та 50-річчя творчості тривала його персональна виставка у місті Кимполунг.

## Мистецька критика
- Журналіст Іоан Вулкан (Ioan Vulcan) схвально оцінює його творчість:

| «Живопис Василя Гутопила визначається через гармонійну інтеграцію людини в природу, через відновлення хроматичних інтенсивностей, чуттєво зведених до відтінків сірого в траєкторії духовності, сучасного мистецтва».[2] |
- Мистецький критик Аурел Леон так характеризує його творчість:

| «Василь Гутопіла - абстракціоніст, який тяжіє до хроматичного аскетизму та сутності очищених структур. Розташоване на стику ескізу та акварелі, його мистецтво органічно унітарне, з уважно вивіреним розподілом кольорів». |

## Нагороди
- У травні 1997 року на 4-му Буковинському міжнародному салоні фотографії було присуджено спеціальну нагороду імені Василя Гутопила одному з конкурсантів, як знак вдячності буковинському гуцульському художнику.
- 7 травня 2002 року — 1-е місце на фестивалі «Святий Великдень на Буковині» за візантійські ікони в м. Кимпулунг, Південна Буковина, нагороджений мерією міста.
- 9 травня 2010 року — 1 місце на виставці «Il raduno mongolfiere in Calabria - Estemporanea di pittura», Санто-Стефано-ді-Рольяно.